# Ammutinamento di Cattaro

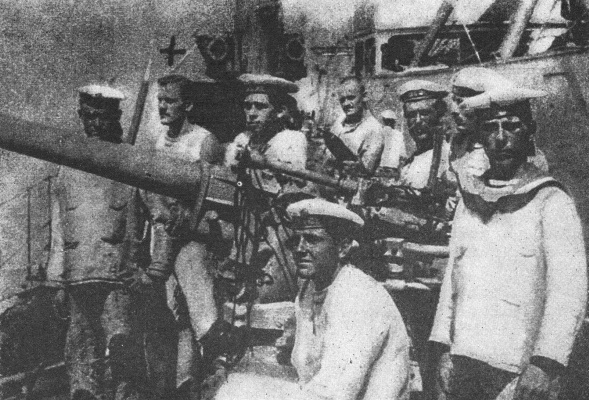
Marinai austro-ungarici durante l'ammutinamento di Cattaro

L'ammutinamento di Cattaro si svolse tra il 1º e il 3 febbraio 1918, durante i più ampi eventi della prima guerra mondiale: alcuni disordini scoppiati tra gli equipaggi delle unità navali della Imperiale e Regia Marina austro-ungarica ancorate nella base di Cattaro, motivati dalle pessime condizioni di vita e dalla carenza di viveri, sfociarono in un ammutinamento di vasta portata che interessò gran parte delle unità ancorate nella base.
Gli ammutinati avanzarono richieste anche sul piano politico, in particolare istanze per l'immediata cessazione delle ostilità, ma fallirono nell'estendere la rivolta al resto della flotta austro-ungarica e l'arrivo a Cattaro di unità da guerra rimaste fedeli fece ben presto rientrare la protesta degli equipaggi.

## Storia

### Clima di rivolta

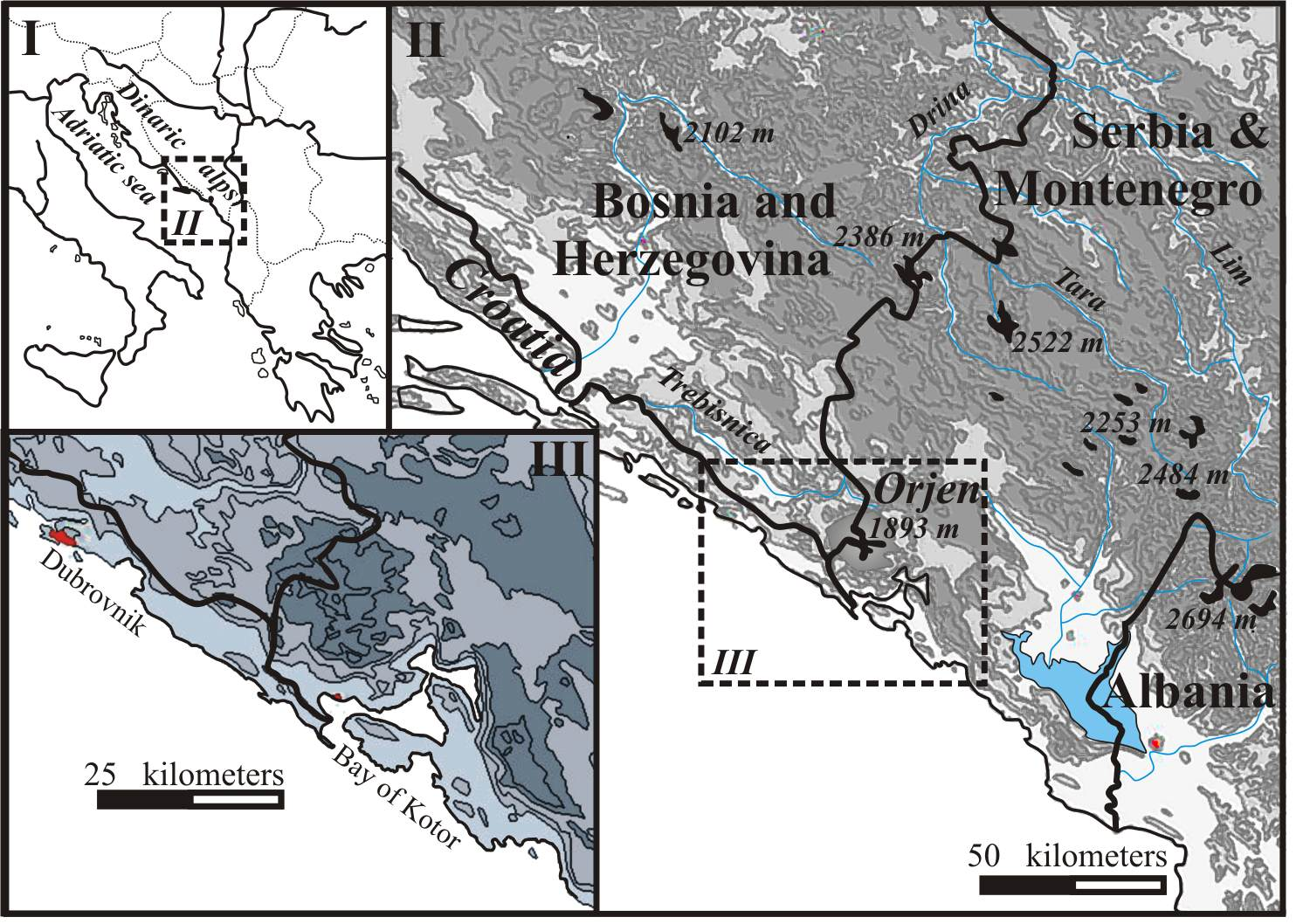
La posizione delle Bocche di Cattaro

Porto naturale situato nel basso mare Adriatico, le insenature delle Bocche di Cattaro rappresentavano un'eccellente base navale per la Marina militare austro-ungarica, e poco dopo l'inizio delle operazioni belliche contro l'Italia un considerevole scaglione della flotta, con le unità più veloci e moderne, fu concentrato a Cattaro per compiere incursioni contro le coste dell'Italia meridionale, del Montenegro e dell'Albania. Nel corso dei primi anni di guerra le unità di superficie austro-ungariche furono impegnate in diverse azioni di guerra nel basso Adriatico, ma con il proseguire del conflitto le forze degli Alleati presero nettamente il sopravvento imponendo sempre più spesso agli austro-ungarici di trattenere le proprie unità in porto; un'ultima azione di superficie su vasta scala del naviglio austro-ungarico si ebbe tra il 14 e il 15 maggio 1917 (la cosiddetta battaglia del Canale d'Otranto), dopodiché le principali missioni di attacco della Imperiale e Regia Marina furono condotte principalmente da sommergibili e unità leggere: le maggiori unità di superficie come navi da battaglia e incrociatori, troppo preziose per essere rischiate in un confronto diretto con il nemico, furono lasciate in porto, con gli equipaggi confinati a bordo e condannati a una prolungata inattività.
I disordini interni al paese, causati dalla sempre più grave carenza di generi alimentari e saldatisi ben presto con le istanze nazionaliste delle varie etnie che componevano il multiforme Impero, arrivarono ben presto a interessare anche la Marina. Dopo una grande manifestazione di protesta della popolazione civile di Trieste svoltasi il giorno precedente per protestare contro la riduzione delle razioni di pane, il 14 gennaio 1918 gli operai del cantiere navale e degli stabilimenti industriali della città scesero in sciopero. La protesta raggiunse Pola, base principale della Marina austro-ungarica, dove il 22 gennaio si ebbero manifestazioni di protesta tra le maestranze dell'arsenale e il 30 gennaio episodi di indisciplina a bordo dell'incrociatore SMS Aspern. La diffusione di notizie riguardanti la rivoluzione d'ottobre in Russia non fece poi che aggravare la situazione.

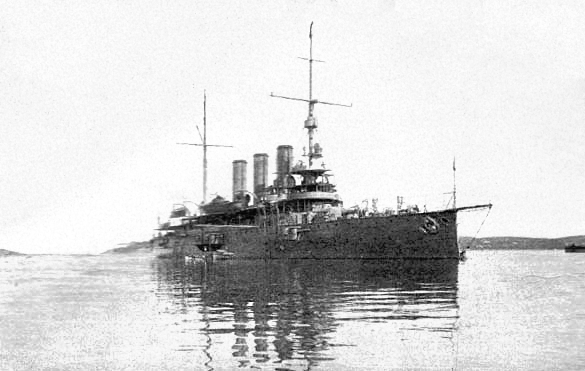
L'incrociatore, epicentro dell'ammutinamento

All'inizio del 1918 la 5ª Divisione da battaglia della Imperiale e Regia Marina di base a Cattaro, al comando del contrammiraglio Alexander Hansa, annoverava ancora diverse unità: la vecchia corazzata pre-dreadnought SMS Monarch, gli incrociatori corazzati SMS Sankt Georg e SMS Kaiser Karl VI, l'incrociatore protetto SMS Kaiser Franz Joseph I, i moderni esploratori SMS Saida, SMS Helgoland e SMS Novara, i quattro moderni cacciatorpediniere della classe Tátra e i quattro più vecchi della classe Huszár, oltre a 14 torpediniere e un considerevole numero di sommergibili e unità d'appoggio.
A parte gli equipaggi dei sommergibili, frequentemente inviati in missione, il resto dei marinai viveva in una situazione di obbligata inattività, con lunghi periodi fermi all'ancora intervallati da occasionali uscite per un breve pattugliamento; lo stato di esaurimento e prostrazione psichica dato dal tedio continuo non era migliorato dalle croniche carenze di ogni tipo di equipaggiamento, da razioni alimentari che spesso scendevano al di sotto degli ufficiali 500 grammi di pane al giorno e dalla scarsità di distrazioni che la città di Cattaro poteva offrire. La risposta dei comandanti alle rimostranze degli equipaggi circa le loro condizioni di vita fu l'imposizione di una rigida disciplina militare, con frequenti punizioni ed equipaggi confinati a bordo delle navi. La comparazione tra la vita dei marinai e i privilegi di cui godevano gli ufficiali, per quanto nel concreto relativamente modesti, finì per alimentare voci incontrollate e storie irrealistiche che acuirono il già pesante malcontento degli equipaggi.

### L'ammutinamento
L'ammutinamento iniziò il 1º febbraio 1918 a bordo della nave ammiraglia della 5ª Divisione, l'incrociatore Sankt Georg: durante l'assemblea dell'equipaggio per il pasto di mezzogiorno, un marinaio originario di Sebenico, Jerko Šižgorić, diede il via all'insurrezione sparando al comandante della nave Egon Zipperer von Arbach, ferendolo gravemente, e dopo un breve scontro durante il quale altri due membri dell'equipaggio rimasero feriti, gli ammutinati presero possesso dell'unità. Furono inviati segnali alle altre unità ed entro breve tempo equipaggi ammutinati si impossessarono dell'incrociatore Kaiser Karl VI e della nave appoggio torpediniere Gaä, facendo prigionieri gli ufficiali a bordo e rinchiudendoli nei loro alloggi. Su svariate altre unità gli ufficiali furono obbligati, per prevenire ulteriori sommosse dei loro uomini, a innalzare sugli alberi delle bandiere rosse come segnale di appoggio all'ammutinamento. Per le 14:30, quando il viceammiraglio Hansa inviò un primo telegramma di allarme al quartier generale di Pola, quasi tutte le unità di superficie sembravano aver aderito alla rivolta, mentre la flottiglia di sommergibili di Cattaro (comprendente anche unità tedesche) rimaneva immune alla ribellione.

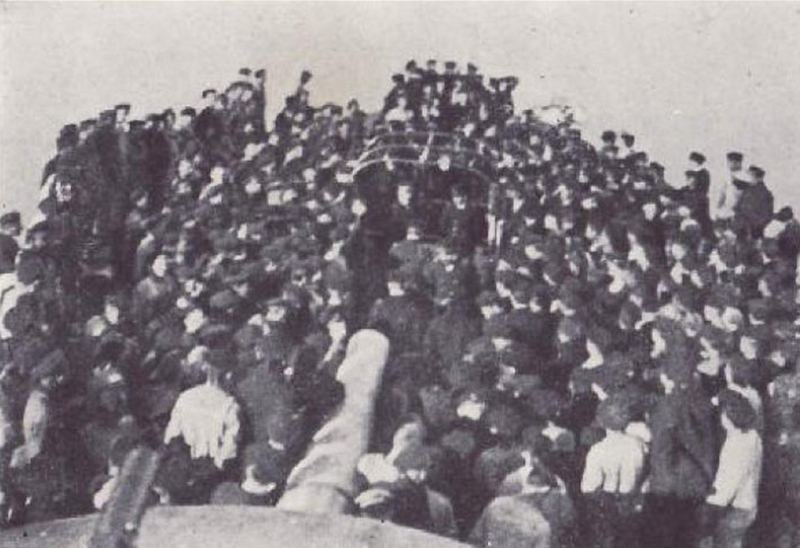
Marinai austro-ungarici in assemblea durante l'ammutinamento di Cattaro

Un comitato di circa 400 marinai prese la direzione della rivolta e quello stesso pomeriggio fece pervenire ad Hansa una lista di richieste: molte riguardavano il semplice miglioramento della vita degli equipaggi, come la concessione di un vitto migliore e uguale per ufficiali e comuni, periodi di licenza a terra più lunghi, cessazione della censura sulle lettere degli uomini e la promessa di non infliggere alcuna punizione in futuro agli ammutinati. Altri punti della lista avevano un significato molto più politico, che tradiva una chiara simpatia per le idee del governo bolscevico da poco insediatosi in Russia e all'opposto una netta ostilità per l'alleanza con la Germania: si chiedeva l'avvio di immediati negoziati per giungere alla cessazione delle ostilità, una democratizzazione delle istituzioni imperiali, la smobilitazione delle forze armate e il loro rimpiazzo con una milizia popolare; si dichiarava appoggio alla "democratica proposta dei russi" di una "pace senza annessioni né indennità" e alle proposte del presidente statunitense Woodrow Wilson e dei suoi "Quattordici punti", soprattutto per quanto riguardava il principio dell'autodeterminazione dei popoli. Telegrammi, poi mai consegnati, furono spediti dai rivoltosi a due importanti esponenti socialisti austro-ungarici, Victor Adler e Mihály Károlyi, conosciuti come fermi oppositori della guerra.
Il viceammiraglio Hansa tentò di prendere tempo, promettendo di inviare le richieste alle autorità competenti e facendo qualche concessione per quanto riguardava il regime in vigore sulle navi; i delegati degli ammutinati lasciarono l'incontro apparentemente soddisfatti, tanto che una minoranza dell'assemblea propose, senza successo, di far cessare subito l'ammutinamento: le figure dominanti dell'ala radicale degli ammutinati si rivelarono il marinaio Franz Rasch, un tedesco di Moravia, e l'alfiere Antun Sešan (o Antun Grabar), un croato di Dalmazia e unico ufficiale ad aderire apertamente alla rivolta. Le autorità austro-ungariche, terrorizzate in particolare dai punti più politicizzati della proposta, non avevano tuttavia alcuna intenzione di accettare le richieste degli ammutinati e decisero di correre ai ripari: il viceammiraglio Hansa vietò alle unità di Cattaro di uscire dal porto, mentre il comandante della guarnigione terrestre della città, generale Oskar von Guseck, mise in stato di allerta le difese costiere e le postazioni di artiglieria poste a protezione della base; quando, nel pomeriggio del 2 febbraio, la nave guardaporto Kronprinz Rudolf in mano ai ribelli tentò di lasciare il suo ancoraggio all'apertura delle Bocche di Cattaro in favore di una nuova posizione al centro della baia, su ordine di Guseck fu cannoneggiata dalle batterie costiere con la morte di un marinaio e il ferimento di diversi altri.

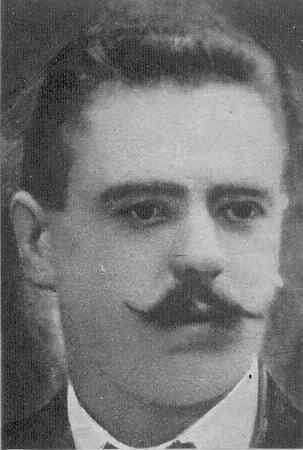
Antun Sešan (o Antun Grabar), uno dei leader della rivolta

Dopo l'episodio Sešan ordinò alle altre unità di non lasciare i loro ancoraggi, ma il controllo dei ribelli sulla flotta iniziava a scemare: nel pomeriggio gli ufficiali avevano ripreso il controllo degli esploratori Novara ed Helgoland, dell'incrociatore Kaiser Karl VI e di gran parte dei cacciatorpediniere e delle torpediniere, iniziando a modificare la propria posizione per tenersi il più possibile discosti dalle unità ancora in mano ai ribelli, incrementandone la vulnerabilità. Alle 10:00 del 3 febbraio solo il Sankt Georg e poche unità secondarie rimanevano in mano agli ammutinati, e il comandante dell'esploratore Helgoland, capitano Erich Heyssler, inviò un formale ultimatum ai ribelli perché si arrendessero; entro poche ore giunsero a Cattaro da Pola, da dove erano salpate il giorno prima, le tre corazzate della 3ª Divisione da battaglia del viceammiraglio Karl Seidensacher (SMS Erzherzog Friedrich, SMS Erzherzog Karl e SMS Erzherzog Ferdinand Max), mentre i sommergibili della base prendevano posizione per tenere sotto tiro le navi ribelli. In schiacciante inferiorità, gli ammutinati del Sankt Georg non ebbero altra scelta che arrendersi.
Gli esponenti di spicco della rivolta (Sešan, Rasch, Šižgorić e il croato Mate Brničević che aveva guidato l'ammutinamento della Gaä) furono rapidamente processati e condannati a morte, sentenza eseguita l'11 febbraio 1918 a Cattaro; altri 392 marinai comparvero davanti alla corte marziale, e molti dei processi erano ancora in corso quando la guerra ebbe termine ai primi di novembre 1918. L'ammutinamento portò a vari cambiamenti in seno ai vertici della Marina Imperiale e Regia: il 27 febbraio 1918 l'ammiraglio Maximilian Njegovan, che ricopriva la carica sia di ministro della Marina (Chef der Marinesektion) che di comandante in capo della Marina (Marinekommandant) e della Flotta da battaglia (Flottenkommandant), fu rimosso dai suoi incarichi che furono scissi e affidati a due persone diverse: rispettivamente l'ammiraglio Franz von Holub (come Chef der Marinesektion) e l'ammiraglio Miklós Horthy de Nagybánya (come Flottenkommandant, mentre l'incarico di Marinekommandant rimase vacante). A Horthy in particolare fu dato ampio mandato per ristabilire l'ordine sulle navi e migliorare il grado di preparazione della flotta di superficie, misure tuttavia arrivate troppo in ritardo per avere un qualche effetto sull'andamento delle operazioni belliche nel mar Adriatico.